# Waldemar Musioł
Waldemar Musioł (ur. 10 listopada 1976 w Krapkowicach) – polski duchowny rzymskokatolicki, biskup pomocniczy opolski od 2022.

## Życiorys
Urodził się 10 listopada 1976 w Krapkowicach. Od 1991 kształcił się w Liceum Ogólnokształcącym przy Zespole Szkół w Głogówku, gdzie w 1995 uzyskał świadectwo dojrzałości. W latach 1995–2001 odbył formację w Wyższym Seminarium Duchownym mieszczącym się wpierw w Nysie, a następnie w Opolu. Jednocześnie studiował teologię na Wydziale Teologicznym Uniwersytetu Opolskiego, uzyskując w 2001 magisterium. Święceń prezbiteratu udzielił mu 2 czerwca 2001 w katedrze Podwyższenia Krzyża Świętego w Opolu miejscowy biskup diecezjalny, arcybiskup Alfons Nossol. W 2005 na Wydziale Teologicznym Uniwersytetu Opolskiego uzyskał licencjat z teologii pastoralnej.
W latach 2001–2005 pracował jako wikariusz w parafii św. Apostołów Piotra i Pawła w Nysie, a w latach 2005–2006 w parafii bł. Czesława Odrowąża w Opolu. W latach 2008–2013 był rektorem kościoła św. Sebastiana w Opolu, a 2017 administratorem parafii św. Jana Chrzciciela w Obrowcu. W 2006 został referentem wydziału duszpasterskiego kurii diecezjalnej opolskiej, a w 2009 objął stanowisko dyrektora tego wydziału. W 2012 został pierwszym rektorem diecezjalnego Bractwa Świętego Józefa. W 2006 wszedł w skład diecezjalnej rady ds. mniejszości narodowych, w 2010 rady duszpasterskiej, w 2016 rady kapłańskiej, a w 2020 diecezjalnej komisji ds. ekonomicznych parafii. W 2021 został głównym moderatorem etapu diecezjalnego Synodu Biskupów. W tym samym roku objął stanowisko sekretarza Komisji Duszpasterstwa Konferencji Episkopatu Polski.
29 października 2022 papież Franciszek mianował go biskupem pomocniczym diecezji opolskiej ze stolicą tytularną Bagis. Święcenia biskupie przyjął 10 grudnia 2022 w kościele seminaryjno-akademickim św. Jadwigi Śląskiej w Opolu. Głównym konsekratorem był Andrzej Czaja, biskup diecezjalny opolski, a współkonsekratorami arcybiskup Salvatore Pennacchio, nuncjusz apostolski w Polsce, i Wiktor Skworc, arcybiskup metropolita katowicki. Jako zawołanie biskupie przyjął słowa „Patris corde amare” (Kochać sercem ojcowskim), zaczerpnięte z listu apostolskiego papieża Franciszka Patris corde.